# 吉田由美
吉田 由美（よしだ ゆみ、1967年2月23日 - ）は、日本のカーライフ・エッセイスト（自動車評論家）。日本自動車ジャーナリスト協会理事。日本カー・オブ・ザ・イヤー選考委員。

## 来歴
岩手県出身。短大在学中、「準ミス・エチュード」（1985年）、「ミス渋谷」、「ミス・チェッカーモータース」、「準F1グリッドガール」など、10種以上のミス・コンテストで受賞したことから、「ミスコン荒らし」と自称した。短大卒業後はモデルとしての活動を開始するも、モデルとしては低身長であったことから自動車関係への出演に移行していった。自身は「モーターファン別冊 ニューモデル速報」への登場により自動車に興味を持ち、1989年頃に運転免許を取得。1998年から3年間、日産ドライビングパーク（旧日産自動車村山工場）にて安全運転の講習員を務める。国産メーカーのセーフティドライビングのインストラクターとなる。
2001年から自動車雑誌に寄稿。モーターファン別冊「○○○（=自動車の名称）のすべて」シリーズには、モデルとして20年間以上に渡って出演（2009年現在）している。
現在の芸能事務所「エクステンション」には、2008年から在籍する。現在は、ウェブサイト「ホビダス」（ネコ・パブリッシング）など複数のサイトにブログを展開しており、中でも「なんちゃってセレブなカーライフ」は1日約20万アクセスの人気を誇る。 また「カーライフ・エッセイスト」として自動車雑誌や自動車関連ウェブサイトなどを中心に、車関連を独自の視点で、テレビ、ラジオ、雑誌、講演会やトークショー、イベントなど広く活動している。
日本自動車ジャーナリスト協会(AJAJ)会員・日本カー・オブ・ザ・イヤー選考委員。

### これまでの愛車
- 日産・プリメーラ（1990年-）[6]
- メルセデス・ベンツ・SLK オープンカー（レッド）[6]
- メルセデス・ベンツ・Cクラス スポーツクーペ（アベンチュリン・オレンジ）-）[6]
- ポルシェ・ケイマン（ホワイト）[6]
- アウディ・TT 2010年3月- [7]
- メルセデス・ベンツ・CLAクラスシューティングブレーク (レッド) 2015年12月- [8]
- ボルボ・XC40(アマゾンブルー×白ルーフ) 2018年12月- [9]
- ミニ (BMW)MINIクーパー5ドア(ペッパーホワイト)2021年9月- [10]

### 取得資格
- 国内A級ライセンス[4]
- 小型船舶免許1級[4]
- チャイルドシート指導員[4]

## 書籍
- 安全&安心!やさしいクルマ運転術 車庫入れ・車線変更・せまい道での運転…完全マスター!　日本文芸社

### 雑誌
- デラべっぴん No.60（1990年11月号、英知出版）表紙
- GOKUH No.1（1991年8月号、英知出版）表紙

## 連載
- CARトップ　吉田由美の乗りもの万歳
- CREA
- UOMO　吉田由美の才色兼備なクルマにドキッ
- ネオストリート 吉田由美のキラキラモータリングライフ

## 出演
テレビ
- 「吉田由美のエンジョイ・ドライブ」（長野朝日放送、年に1回ほど放送）
- 「蘇れ!サーキットの狼」（MONDO21）
- 「くっきー中古車ハンターあらし」（2019年8月22日 - 27日、ディスカバリーチャンネル）

オリジナルビデオ
- ダンドリくん（1992年、東芝EMI） - バナナで滑って転ぶ女 役